# Удобство
Удобство, также эргономичность (от др.-греч. ἔργον — работа и νόμος — «закон») — приспособленность для использования, наличие условий, возможностей для лёгкого, приятного, необременительного пользования чем-либо или удовлетворения каких-либо нужд, потребностей. Например: «удобный токарный станок», «удобный электромобиль» или даже «удобный стул».
Выделяют следующие эргономические свойства изделий:
- управляемость — распределение функций человеко-машинных систем в соответствии с психофизиологической структурой деятельности человека, уменьшение напряженности человека при большой эффективности управления, соответствие ритмов трудовых процессов;
- обслуживаемость — соответствие устройства изделия наилучшей психофизической структуре человека во время использования, обслуживания и ремонта;
- освояемость — способность быстрого приобретения навыков по управлению изделием;
- обитаемость — приближение условий функционирования к биологически оптимальным параметрам внешней среды, при которых человеку обеспечиваются оптимальное (достаточное) развитие, хорошее здоровье и высокая работоспособность, уменьшение или ликвидация вредных последствий для окружающей среды при использовании изделия.

Эти свойства проистекают из следующих эргономических показателей:
- социально-психологические — соответствие устройства изделия характеру взаимодействия человека и машины;
- психологические — соответствие изделия возможностям и особенностям восприятия, памяти и мышления человека;
- физиологические и психофизиологические — соответствие изделия физическим возможностям человека;
- антропометрические — соответствие изделия размерам и форме человеческого тела, распределения его веса;
- гигиенические — требования охраны труда, обеспечение здоровых условий работы.

Изделие должно быть удобным не только во время использования, но и в течение изготовления и сборки. Так, для облегчения перевозки должны быть предусмотрены, например, ручки как у изделия в целом, так и у его упаковки.
Удобство как показатель программного продукта обозначает степень, с которой программа позволяет сократить усилия пользователя по подготовке исходных данных, обработке данных и оценке полученных итогов.